# Absyrtus arealis
Absyrtus arealis là một loài tò vò trong họ Ichneumonidae.